# Evangelický kostel (Mariánské Lázně)
Evangelický kostel je kulturní památka České republiky na Mírovém náměstí v Mariánských Lázních. Byl postaven mezi roky 1853–57, přičemž část nákladů hradil pruský král Friedrich Vilém IV. a zbytek němečtí evangelíci. Vysvěcen byl 27. června 1857. Po roce 1945 převzala kostel do opatrování Českobratrská církev evangelická, která zde od té doby pořádá bohoslužby střídavě s Církví československou husitskou.
Ač byl stavební pozemek zakoupen již v roce 1852, stavět se začalo až o rok později kvůli tomu, že hejtmanství v Plané, a následně i místodržitelství v Praze, odmítlo udělit stavební povolení, neboť považovalo nekatolický kostel za nežádoucí. Až poté, co se podařilo zemskému radovi W. von Kröcherovi díky podpoře Friedricha Viléma IV. získat povolení ve Vídni, vydaly místní úřady souhlas se stavbou. Autorem projektu kostela byl architekt a dvorní stavební rada Gottlieb Christian Cantian z Berlína.